# Dicentria
Dicentria is een geslacht van vlinders van de familie tandvlinders (Notodontidae).

## Soorten
- D. arpi Draudt, 1932
- D. centralis Herrich-Schäffer, 1855
- D. cerriben Dyar, 1915
- D. clarita Schaus, 1922
- D. dela Druce, 1894
- D. disparilis Schaus, 1901
- D. drucei Schaus, 1906
- D. fechima Schaus, 1928
- D. fera Dognin, 1908
- D. hertha Dognin, 1904
- D. hidalgonis Schaus, 1920
- D. indepta Draudt, 1932
- D. klagesi Druce, 1911
- D. lerma Schaus, 1921
- D. limosa Schaus, 1892
- D. limosoides Schaus, 1911
- D. linita Schaus, 1901
- D. manni Schaus, 1924
- D. marimba Schaus, 1921
- D. minotelis Dyar, 1907
- D. missilis Schaus, 1911
- D. moribunda Dyar, 1918
- D. muelleri Draudt, 1932
- D. nondescripta Kaye, 1922
- D. obligata Dyar, 1919

- D. palmita Schaus, 1906
- D. patula Schaus, 1911
- D. pelialis Schaus, 1937
- D. phthimena Dyar, 1919
- D. psamathe Schaus, 1892
- D. quirosia Schaus, 1921
- D. ravana Dognin, 1904
- D. rivalis Schaus, 1911
- D. rustica Schaus, 1911
- D. schizurina Bryk, 1953
- D. simplex Dognin, 1909
- D. stridula Schaus, 1908
- D. tacita Schaus, 1911
- D. trifasciata Dognin, 1914
- D. unifasciata dog, 1914
- D. vallima Schaus, 1906